# 제64회 골든 글로브상
제64회 골든 글로브상은 2006년 상영된 영화 중 가장 뛰어난 영화를 수상하기 위해 2007년 1월에 열린 시상식이다. 미국,캘리포니아/비버리 힐튼 호텔에서 개최되었다.

## 수상 및 후보

### 작품상-드라마
- 바벨 - 알레한드로 곤잘레스 이냐리투 수상
- 바비 - 에밀리오 에스테베즈
- 디파티드 - 마틴 스코세이지
- 리틀 칠드런 - 토드 필드
- 더 퀸 - 스티븐 프리어스

### 여우주연상-드라마
- 더 퀸 - 헬렌 미렌 수상
- 귀향 - 페넬로페 크루즈
- 노트 온 스캔들 - 주디 덴치
- 셰리베이비 - 매기 질렌할
- 리틀 칠드런 - 케이트 윈슬렛

### 남우주연상-드라마
- 라스트 킹 오브 스코틀랜드 - 포레스트 휘태커 수상
- 블러드 다이아몬드 - 레오나르도 디카프리오
- 디파티드 - 레오나르도 디카프리오
- 비너스 - Peter O'Toole
- 행복을 찾아서 - 윌 스미스

### 작품상-뮤지컬코미디
- 드림걸즈 - 빌 콘돈 수상
- 보랏 - 카자흐스탄 킹카의 미국 문화 빨아들이기 - 래리 찰스
- 악마는 프라다를 입는다 - 데이빗 프랭클
- 미스 리틀 선샤인 - 조나단 데이턴 외 1명
- 땡큐 포 스모킹 - 제이슨 라이트맨

### 여우주연상-뮤지컬코미디
- 악마는 프라다를 입는다 - 메릴 스트립 수상
- 가위 들고 뛰기 - 아네트 베닝
- 미스 리틀 선샤인 - 토니 콜렛
- 드림걸즈 - 비욘세
- 미스 포터 - 르네 젤위거

### 남우주연상-뮤지컬코미디
- 보랏 - 카자흐스탄 킹카의 미국 문화 빨아들이기 - 사챠 바론 코헨 수상
- 캐리비안의 해적 - 망자의 함 - 조니 뎁
- 땡큐 포 스모킹 - 아론 에크하트
- 킨키 부츠 - 치웨텔 에지오포
- 스트레인저 댄 픽션 - 윌 페렐

### 여우조연상
- 드림걸즈 - 제니퍼 허드슨 수상
- 바벨 - 아드리안나 바라자
- 노트 온 스캔들 - 케이트 블란쳇
- 악마는 프라다를 입는다 - 에밀리 브런트
- 바벨 - 키쿠치 린코

### 남우조연상
- 드림걸즈 - 에디 머피 수상
- 할리우드랜드 - 벤 애플렉
- 디파티드 - 잭 니콜슨
- 바벨 - 브래드 피트
- 디파티드 - 마크 웰버그

### 장편애니메이션상
- 카 - 존 라세터 외 1명 수상
- 해피 피트 - 조지 밀러
- 몬스터 하우스 - 길 키넌

### 외국어 영화상
- 이오지마에서 온 편지 - 클린트 이스트우드 수상
- 아포칼립토 - 멜 깁슨
- 타인의 삶 - 플로리안 헨켈 폰 도너스마르크
- 판의 미로 - 오필리아와 세 개의 열쇠 - 기예르모 델 토로
- 귀향 - 페드로 알모도바르

### 감독상
- 디파티드 - 마틴 스코세이지 수상
- 아버지의 깃발 - 클린트 이스트우드
- 이오지마에서 온 편지 - 클린트 이스트우드
- 더 퀸 - 스티븐 프리어스
- 바벨 - 알레한드로 곤잘레스 이냐리투

### 각본상
- 더 퀸 - 피터 모건 수상
- 바벨 - 길예르모 아리아가
- 디파티드 - 윌리엄 모나한
- 리틀 칠드런 - 토드 필드 외 1명
- 노트 온 스캔들 - 패트릭 마버

### 음악상
- 페인티드 베일 - 알렉상드르 데스플라 수상
- 천년을 흐르는 사랑 - 클린트 멘셀
- 바벨 - 구스타보 산타올라야
- 노매드 - Carlo Siliotto
- 다빈치 코드 - 한스 짐머

### 주제가상
- 해피 피트 - 존 파월 수상
- 행복을 찾아서 - 안드레아 구에라
- 드림걸즈
- 바비 - 마크 아이샴
- 홈 오브 더 브레이브 - 스티븐 에델먼

### 작품상-TV 드라마
- 그레이 아나토미 - 존 데이비드 콜즈 외 6명 수상
- 24
- 빅 러브 - 앨런 포울
- 히어로즈
- 로스트 - J.J. 에이브럼스

### 여우주연상-TV 드라마
- 클로저 - 카이라 세드윅 수상
- 미디엄 - 패트리샤 아퀘트
- 소프라노스 - 에디 팔코
- 로스트 - 에반젤린 릴리
- 그레이 아나토미 - 엘렌 폼페오

### 남우주연상-TV 드라마
- 하우스 M.D. - 휴 로리 수상
- 그레이 아나토미 - 패트릭 뎀시
- 덱스터 - Michael Hall
- 빅 러브 - 빌 팩스톤
- 24 - 키퍼 서덜랜드

### 작품상-TV 뮤지컬,코미디
- 어글리 베티 - 사라 피아 앤더슨 수상
- 위기의 주부들 - 알린 샌포드 외 6명
- 안투라지 - 아담 번스타인 외 6명
- 오피스 - 에이미 헥커링 외 7명
- 잡초 - 리 로즈 외 5명

### 여우주연상-TV 뮤지컬,코미디
- 어글리 베티 - 아메리카 페레라 수상
- 위기의 주부들 - 마샤 크로스
- 위기의 주부들 - 펠리시티 허프만
- 뉴 어드벤처 오브 올드 크리스틴 - 줄리아 루이스 드레이퍼스
- 잡초 - 메리-루이스 파커

### 남우주연상-TV 뮤지컬,코미디
- 30 락 - 알렉 볼드윈 수상
- 스크럽스 - 잭 브라프
- 오피스 - 스티브 카렐
- 내 이름은 얼 - 제이슨 리
- 탐정 몽크 - 토니 샬호브

### 작품상-TV 미니시리즈,영화
- 엘리자베스 1세 - 톰 후퍼 수상
- 황폐한 집 - 저스틴 채드윅 외 1명
- 브로큰 트레일
- 해리스 부인 - Phyllis Nagy
- 프라임 서스펙트

### 여우주연상-TV 미니시리즈,영화
- 엘리자베스 1세 - 헬렌 미렌 수상
- 황폐한 집 - 질리언 앤더슨
- 해리스 부인 - 아네트 베닝
- 프라임 서스펙트 - 헬렌 미렌
- 쓰나미 - 소피 오코네도

### 남우주연상-TV 미니시리즈,영화
- 기디온의 딸 - 빌 나이 수상
- 도둑 - 안드레 브라우퍼
- 브로큰 트레일 - 로버트 듀발
- 슬리퍼 셀 - 마이클 엘리
- 쓰나미 - 치웨텔 에지오포
- 해리스 부인 - 벤 킹슬리
- 론 클락 스토리 - 매튜 페리

### 여우조연상-TV
- 기디온의 딸 - 에밀리 브런트 수상
- 쓰나미 - 토니 콜렛
- 그레이 아나토미 - 캐서린 헤이글
- 스튜디오 60 - 사라 폴슨
- 잡초 - 엘리자베스 퍼킨스

### 남우조연상-TV
- 엘리자베스 1세 - 제레미 아이언스 수상
- 브로큰 트레일 - 토마스 헤이든 처치
- 잡초 - 저스틴 커크
- 히어로즈 - 마시 오카
- 안투라지 - 제레미 피번

## 같이 보기
- 제79회 아카데미상
- 제27회 골든 래즈베리상
- 제13회 미국 배우 조합상
- 제58회 프라임타임 에미상
- 제59회 프라임타임 에미상
- 제60회 영국 아카데미 영화상